# Rock the Nation Live!

Rock the Nation Live est un DVD de la tournée du groupe de hard rock américain Kiss en 2004 aux États-Unis (le Rock the Nation Tour).

## Track-list

### Disque 1
1. Love Gun - 6.13
2. Deuce - 5.07
3. Makin' Love - 4.00
4. Lick It Up - 6.49
5. Christine Sixteen - 3.19
6. She - 7.18
7. Tears Are Falling - 4.16
8. Got To Chose - 4.07
9. I Love It Loud - 3.43
10. Love Her All I Can - 4.21
11. I Want You - 7.48
12. Parasite - 3.51

### Disque 2
1. War Machine - 5.36
2. 100.000 Years - 8.55
3. Unholy - 6.43
4. Shout It Out Loud - 3.06
5. I Was Made For Lovin' You - 8.30
6. Detroit Rock City - 10.09
7. God Gave Rock N Roll To You - 6.35
8. Rock N Roll All Nite - 8.09

## À noter
- 57 000 personnes étaient à ce concert, joué le 24 juillet 2004 au Nissan Pavillon de Bristow (Virginie).